# Sibianor tantulus
Sibianor tantulus – gatunek pająka z rodziny skakunowatych.
Gatunek ten został opisany w 1868 roku przez Eugène Simona jako Attus tantulus. W 2001 roku umieszczony został przez Dimitrija Łogunowa w nowym rodzaju Sibianor.
W obrębie rodzaju samice tego pająka wyróżniają się brakiem pierwszej pętli na przewodzie inseminacyjnym. Samce mają cieńszy embolus i inny kształt goleni nogogłaszczków w profilu niż Sibianor japonicus.
Gatunek o rozsiedleniu transpalearktycznym, związany z lasami strefy umiarkowanej. Rozprzestrzeniony od Francji, przez Europę Środkową, środkowy Ural, Syberię Środkową po odwód magadański, Tuwę i centralną Mongolię.